# Usedom (by)
 For alternative betydninger, se Usedom (flertydig). (Se også artikler, som begynder med Usedom)
Usedom (tysk: Stadt Usedom) er en by og kommune i det nordøstlige Tyskland, beliggende som administrationsby i Amt Usedom-Süd i den nordøstlige del af Landkreis Vorpommern-Greifswald. Landkreis Vorpommern-Greifswald ligger i delstaten Mecklenburg-Vorpommern. Usedom by er beliggende på øen af samme navn.

## Geografi
Den lille by ligger på den sydvestlige del af øen, i området der kaldes Achterland, på nordbredden af Usedomer See. Dette farvand er en bugt af Stettiner Haff. Mod vest og nord grænser bykommunens område op til Peenestrom og er en del af Naturpark Insel Usedom, der omfatter hele den tyske del af øen.
Stadt Usedom er et lokalcenter beliggende mellem det mod nordøst beliggende Heringsdorf, og den mod sydvest liggende Hansestadt Anklam.
I kommunen Usedom ligger bydelene og landsbyerne:
| - Gellenthin - Gneventhin - Karnin - Kölpin - Mönchow - Ostklüne - Paske | - Usedom - Vossberg - Welzin - Westklüne - Wilhelmsfelde - Wilhelmshof - Zecherin |

### Trafik
Den sydlige trafikforbindelse til øen Usedom, Bundesstraße B 110 fører fra Zecheriner Brücke over Peenestrom mod vest, gennem Stadt Usedom og videre på øen. Indtil 1945 havde byen banegård på jernbanelinjen Ducherow–Świnoujście. Lige ved resterne af den gamle jernbanebro Hubbrücke Karnin, sejler en cykelfærge til Kamp på fastlandet.
Usedom har en lille havn ved Usedomer See, der har en smal forbindelse (die „Kehle“) til Stettiner Haff. Nærmeste lufthavn er Flughafen Heringsdorf, beliggende 18 km væk

## Eksterne kilder og henvisninger
1. ↑  Regionales Raumentwicklungsprogramm Vorpommern (RREP) 2010 Arkiveret 24. september 2015 hos  Wayback Machine – zentralörtliche Gliederung mit Ober-, Mittel- und Grundzentren, abgerufen am 12. Juli 2015
2. ↑  "germanwings Adds Heringsdorf Service in S14" (engelsk). Airline Route.net. 2013-11-08. Hentet 2013-11-20.
3. ↑  "Wracamy do Heringsdorfu" (polsk). Eurolot S.A. 2013-12-19. Arkiveret fra originalen 31. december 2013. Hentet 2013-12-30.

- Wikimedia Commons har flere filer relateret til Usedom (by)

- Stadt Usedom
- Kommunens side  på amtets websted
- Befolkningsstatistik mm Arkiveret 7. november 2017 hos  Wayback Machine